# خوسيه أنخيل سيزار
خوسيه أنخيل سيزار هو منافس ألعاب قوى كوبي، ولد في 3 يناير 1978 في La Lisa ‏ في كوبا.

## وصلات خارجية
- خوسيه أنخيل سيزار على موقع الاتحاد الدولي لألعاب القوى (الإنجليزية)
- خوسيه أنخيل سيزار على موقع أوليمبيديا (الإنجليزية)